# Contrueces
Contrueces es un barrio de la ciudad de Gijón (Principado de Asturias, España) ubicado dentro de su Distrito Sur.

## Ubicación y comunicaciones
Se extiende dentro de los límites que forman la Carretera Carbonera y la calle Pintor Manuel Medina por el norte, la Autovía del Cantábrico por el sur, la avenida del Llano por el este y la calle Irene Fernández Perera por el oeste. Empezando por el norte y siguiendo las agujas del reloj, Contrueces limita con los barrios de El Llano, Ceares, Nuevo Roces, Roces y Montevil.
El barrio se comunica con el resto de la ciudad mediante las líneas de autobús urbano 2, 12, 20 y 71 de EMTUSA.

## Demografía
El barrio presentó en 2018 una población de 6 486 habitantes, de los que 3 359 eran mujeres y 3 127 hombres. Es el decimocuarto barrio más poblado de la ciudad.

## Toponimia
Según el Diccionario toponímico del concejo de Gijón, escrito por el filólogo Ramón d'Andrés, el nombre del barrio coincide con la palabra asturiana contrueces, plural del sustantivo anticuado contrueza. En el asturiano actual existe el término equivalente contruzu o contruciu, que el autor señala que significa «‘tierra dentro de un campo abierto o de terrenos comunales’, ‘huerto que está al pie de la casa’ o ‘casa pequeña y frágil’».

## Historia

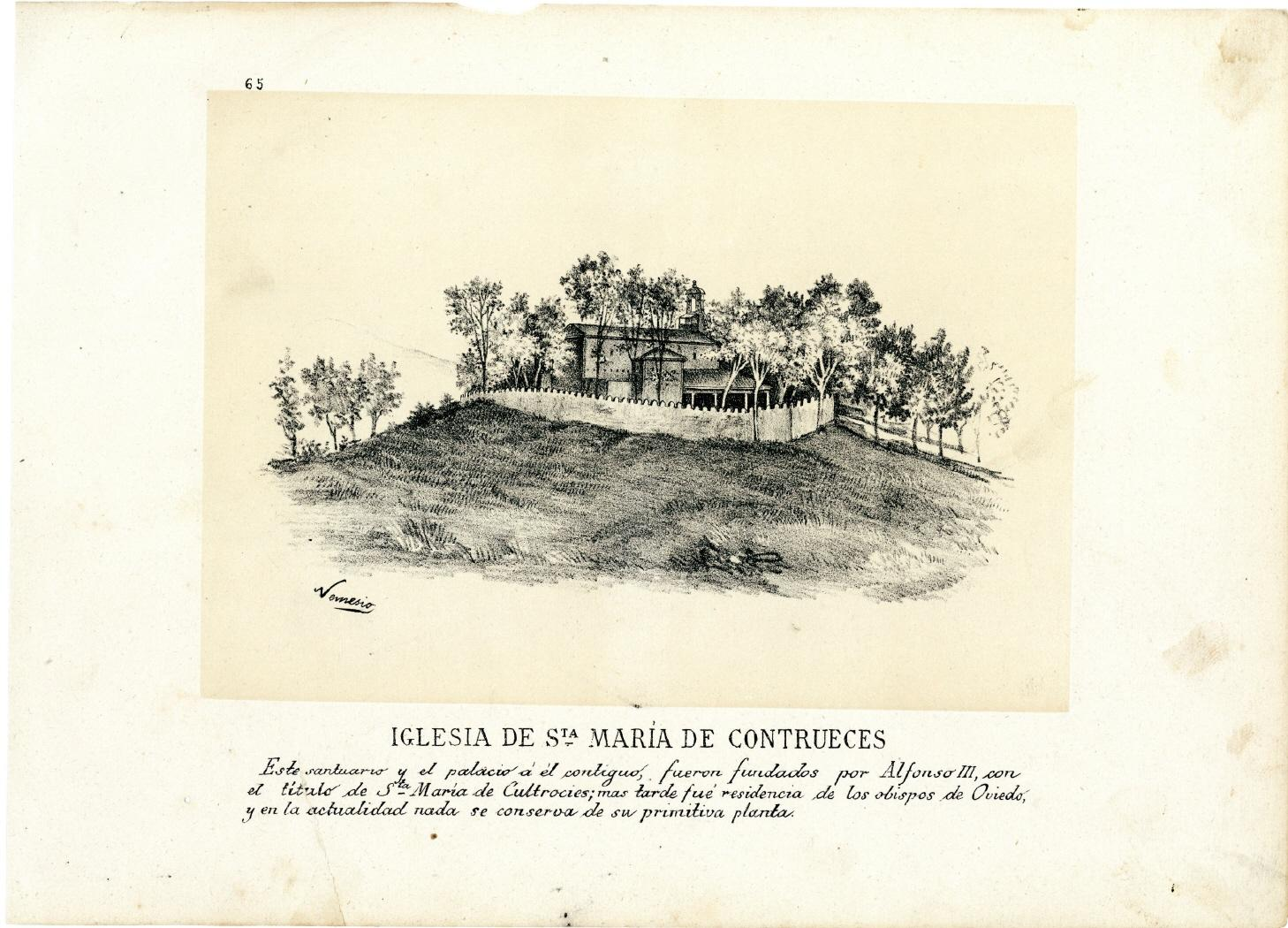
El santuario de Nuestra Señora de Contrueces a finales del siglo.

Contrueces se trataba de una antigua localidad absorbida por el crecimiento del casco urbano de la ciudad, figura en las crónicas desde el siglo X al ubicarse en ella el santuario de Nuestra Señora de Contrueces. Su mayor expansión se inició en la década de 1960 convirtiéndose en un barrio que acogió a numerosos trabajadores llegados de fuera de Gijón.

## Lugares destacados y equipamientos
El patrimonio que atesora se compone del mencionado santuario de Nuestra Señora de Contrueces con una casa de novenas anexa, de los siglos XVII y XVIII, y el palacio de San Andrés de Cornellana, del siglo XVIII, reconvertido en albergue juvenil. 
En cuanto a equipamientos dispone de una biblioteca municipal dependiente de la Red de Bibliotecas de Gijón, el centro de salud de Contrueces, el CP Noega, el CP Nicanor Piñole y la EEI Contruces, de reciente construcción. Además también acoge la escuela de educación infantil y también el campo de fútbol del colegio del Corazón de María así como la Comandancia y Casa Cuartel de la Guardia Civil.

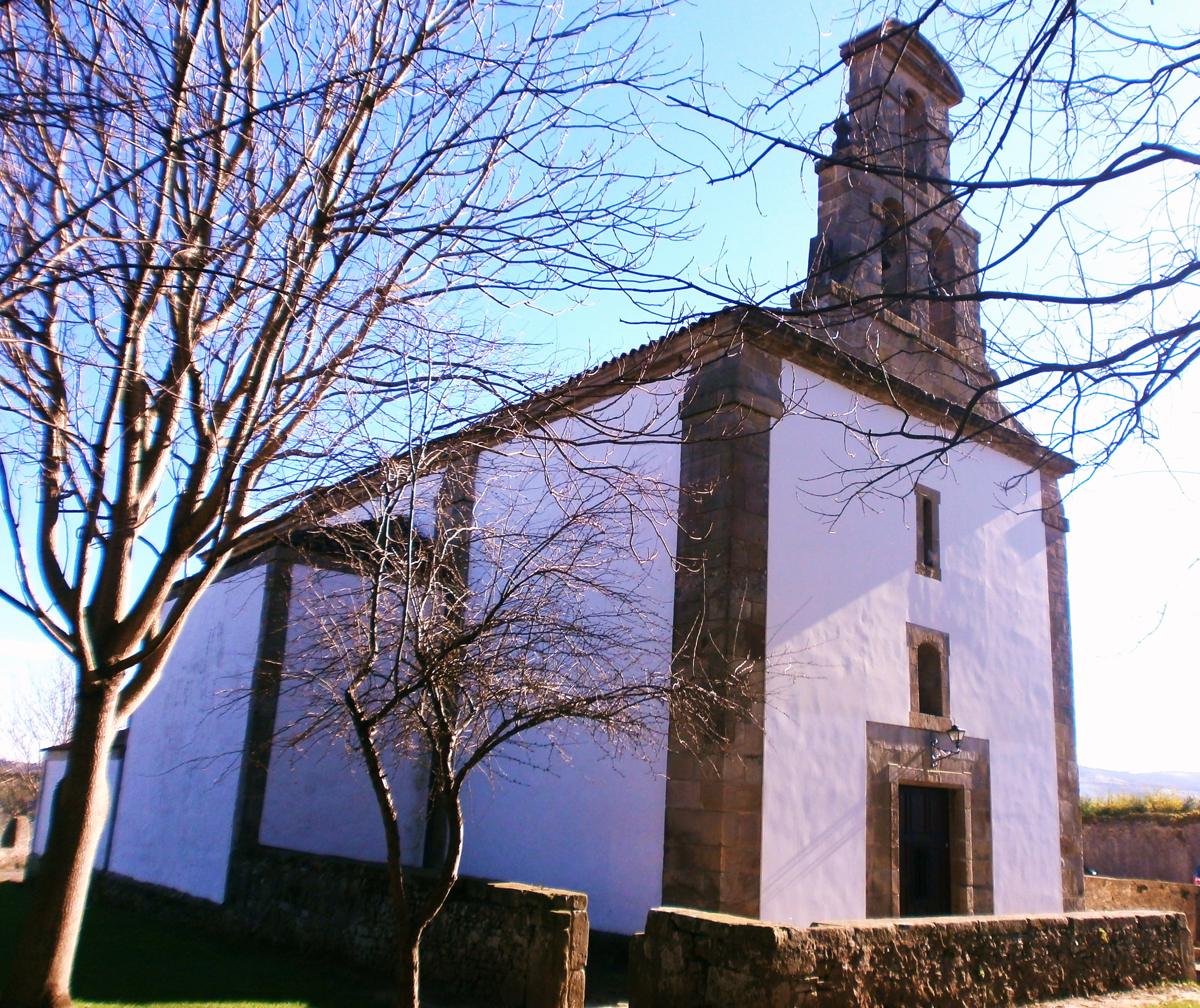
Santuario de Nuestra Señora de Contrueces
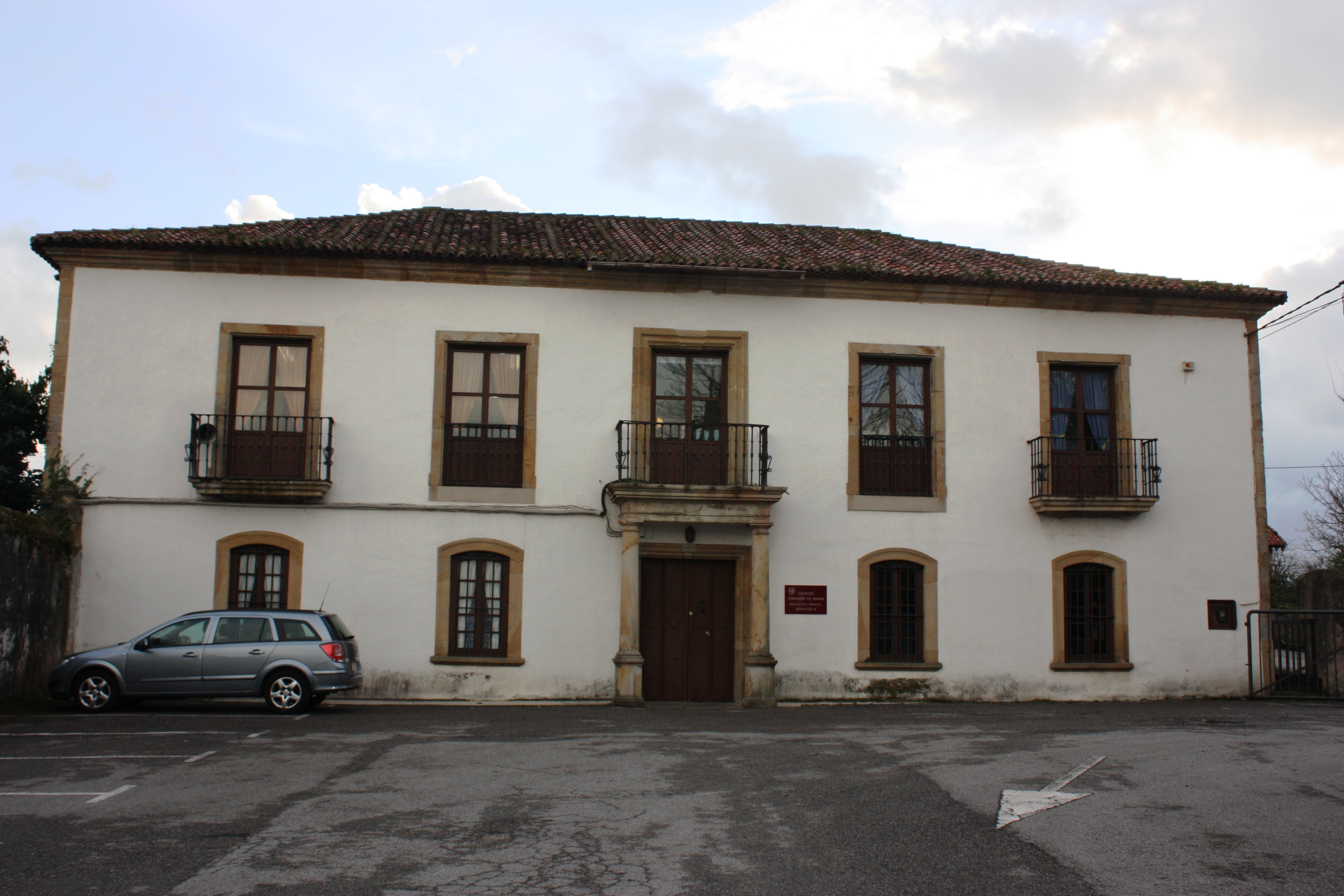
Casa de novenas
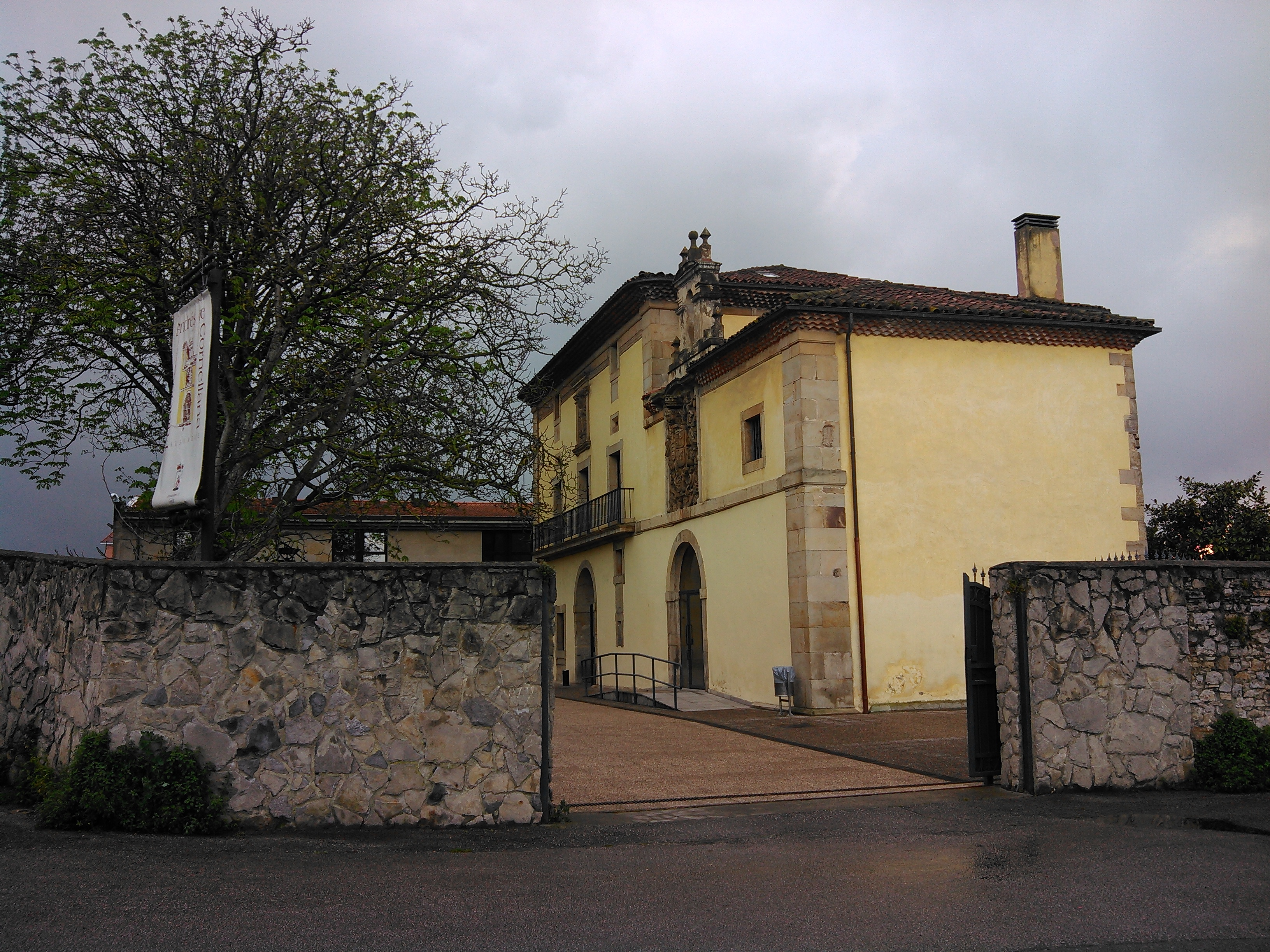
Palacio de San Andrés de Cornellana